# Кровавая пятница (1972)
Кровавая пятница (англ. Bloody Friday, ирл. Aoine na Fola) — собирательное название серии терактов, совершённых во время межэтнического конфликта боевиками временной ИРА 21 июля 1972 года в Белфасте. В течение почти 80 минут в Белфасте прогремело 20 взрывов (большая часть — в течение получасового интервала), в основном взрывы заминированных автомобилей. Атаки были направлены против транспортной системы Белфаста. Погибло 9 человек (пять гражданских лиц, два солдата, резервист Королевской полиции Ольстера и член Ассоциации обороны Ольстера), более 130 были ранены. По заявлениям ИРА, за полчаса до взрывов в службы безопасности поступили телефонные звонки о заложенных бомбах, однако никто не воспринял эти сообщения всерьёз и не предпринял эвакуацию гражданских лиц; представители спецслужб опровергают это и заявляют, что их люди уже разъехались по всему Белфасту на вызовы, в том числе и на сообщения о ложных угрозах.
Серия взрывов рассматривается историками как ответная реакция ИРА на срыв переговоров с правительством Великобритании. С началом вооружённой кампании Временной ИРА в 1970 году повстанцы развязали открытую войну против британской экономики, вооружённых сил и политических противников, которую вели в виде организации взрывов. В 1972 году в Великобритании прогремело порядка 1300 взрывов, которые были организованы ИРА. Однако взрывы в Кровавую пятницу нанесли серьёзный удар по репутации ИРА: сразу же после взрывов британские полиция и спецслужбы начали проводить обыски в домах республиканцев, а через 10 дней началась операция «Мотормэн», в ходе которой под контроль британцами были взяты все «запретные зоны», находившиеся под контролем республиканцев. Ольстерские лоялисты не замедлили с ответными действиями, совершив серию взрывов и погромов домов, где жили католики, в знак мести за нападение на протестантов. Спустя 30 лет со дня трагедии представители ИРА официально принесли извинения семьям всех погибших и раненых в Кровавую пятницу.

## Предыстория
В конце июня — начале июля 1972 года британская правительственная делегация во главе с Уильямом Уайтлоу провела тайные переговоры с руководством Временной ИРА и заключила перемирие, вступившее в силу 26 июня. Руководство ИРА потребовало для обеспечения окончательного мира вывод британских войск в 1975 году из Северной Ирландии и освобождение всех политзаключённых, на что британцы не пошли. Из-за этого переговоры сорвались, а 9 июля истекло перемирие.
Начальник штаба ИРА Шон Макстивен назначил в качестве исполнителя атаки Белфастскую бригаду и её командира Брендана Хьюза. В качестве цели он полагал нанесение экономического ущерба британцам и оставление предупреждения британскому правительству о том, что если требования боевиков не будут выполнены, Белфаст сравняют с землёй. По мнению ряда лиц, «Кровавая пятница» была не ответной реакцией на срыв переговоров, а местью за Кровавое воскресенье полугодичной давности.

## Теракты
21 июля 1972 года на протяжении 80 минут в Белфасте взорвалось не менее 20 бомб из не менее чем 24 заложенных (часть не сработала, часть была обезврежена). С высоты птичьего полёта Белфаст напоминал разрушенный артиллерийским обстрелом город; после взрывов в небо поднимались клубы дыма, в которых «тонули истеричные крики паниковавших покупателей». Согласно сообщениям The Guardian, в Белфасте царили паника и хаос, и тысячи людей бежали из города, в котором образовались громадные пробки. Полностью была парализована автобусная система города, из-за чего многие пытались выбраться автостопом из города.
Жертвами теракта стали 9 человек, 130 были ранены; тела многих людей были обезображены. Из 130 пострадавших было 77 женщин и детей. 9 человек погибли в результате взрыва на автобусной остановке Оксфорд-стрит — два солдата и четыре сотрудника Ulsterbus (в том числе резервист Королевской полиции Ольстера и член Ассоциации обороны Ольстера) — и на Кейвхилл-роуд (три гражданских лица).

### Хронология
Хронология и детали событий оказались на первых полосах британских газет, однако издания противоречат друг другу в подробностях и времени взрывов. Ниже представлена примерная хронология событий с указанием времени по Лондону
- 14:10 — взрыв автомобильной бомбы на автобусной остановке Смитфилд[15], в результате которого были уничтожены множество автобусов и пострадали окрестности[1]. По другим данным, взрыв прогремел в 15:10[14].
- 14:16 — бомба мощностью 23 кг тротила[13] взорвалась в гостинице «Бруквейл» на Бруквейл-авеню. Её пронесли в чемодане трое лиц, вооружённых пистолетами-пулемётами[1]. Перед взрывом произошла эвакуация, поэтому там никто не пострадал[13]. По другим данным, взрыв прогремел в 14:36[13]
- 14:23 — бомба мощностью 14 кг тротила[13], спрятанная в чемодане на платформе железнодорожной станции Йорк-Роуд, взорвалась, нанеся ущерб зданиям и сорвав крышу со станции[1]. Эвакуация была проведена не до конца, поэтому были пострадавшие. По другим данным, взрыв прогремел в 15:03[13].
- 14:40 — бомба мощностью 23 кг тротила[13] взорвалась рядом со зданием Ulster Bank на Лаймстоун-роуд. Эвакуация была проведена не до конца, поэтому несколько человек серьёзно пострадали[1]. По другим данным, взрыв прогремел в 14:50[1].
- 14:45 — взрыв автомобильной бомбы на стоянке такси Star Taxis на Крамлин-роуд. Рядом находились здание тюрьмы Крамлин-роуд и дома охранников[1]. По другим данным, взорвалось две бомбы в 15:25[13].
- 14:48 — взрыв заминированного фургона на стоянке автобусов у железнодорожной станции Грейт-Виктория-стрит. Разрушено 4 автобуса, повреждено 44, от взрыва пострадали здания табачного завода Murray's в Сэнди-Роу[англ.][1].
- 14:52 — взрыв автомобильной бомбы мощностью 23 кг тротила около железнодорожной станции Ботэник. Нанесён большой ущерб зданиям (в том числе и гостиницы), серьёзно никто не пострадал[13].
- 14:55 — взрыв автомобильной бомбы мощностью 73 кг тротила[13] на мосту Королевы Елизаветы. Мост повреждён, серьёзно никто не пострадал[1].
- 14:57 — взрыв автомобильной бомбы мощностью 23 кг тротила[13] около здания газовой службы на Ормо-авеню. Нанесён большой ущерб зданию, серьёзно никто не пострадал[1].
- 14:59 — взрыв бомбы в посылке на Гармойл-стрит. Бомбу доставили вооружённые люди, она сработала около магазина Джона Ирвина. Здание полностью разрушено[1].
- 15:02 — взрыв бомбы на автобусной остановке Ulsterbus на Оксфорд-стрит, переполненной людьми. Погибло шестеро, ранено почти 40. Крупнейший по числу жертв взрыв, прогремевший в тот день. На воздух взлетел автомобиль Austin 1100, который подогнали к стоянке. За 22 минуты до взрыва в полицию поступил телефонный звонок с сообщением о заложенной бомбе. По словам полиции, связаться с автобусной остановкой невозможно было, поэтому армию попросили направить патруль. Солдаты пригнали броневик и начали эвакуацию, однако несколько сотрудников сами стали искать бомбу[16], которая взорвалась в разгар поисков. Погибли два солдата: 19-летний Стивен Купер и 27-летний Филип Прайс. Гражданские жертвы — 45-летний водитель Роберт «Джеки» Гибсон (переведён за неделю до этого в резерв Королевской полиции Ольстера)[17], 39-летний Томас Киллопс, 18-летний Уильям Ирвайн (член лоялистской Ассоциации обороны Ольстера)[18] и 15-летний Уильям Крозер. Тела нескольких жертв были разорваны на куски, вследствие чего изначально власти говорили об 11 погибших[8]. По другим данным, взрыв прогремел в 15:10[13].
- 15:02 — взрыв автомобильной бомбы мощностью 23 кг тротила[13] на паромной переправе Белфаст — Ливерпуль в заливе Донегалл, повреждено здание бара «Ливерпуль»[1]. По другим данным, взрыв прогремел в 14:57[1].
- 15:04 — взрыв автомобильной бомбы мощностью 14 кг тротила[13] на автомобильном мосту над автотрассой M2, Белльвю-Армс, северный Белфаст. Бомба сработала частично, находившиеся рядом здания не были задеты[1].
- 15:05 — взрыв автомобильной бомбы на заправке Крэйтон у Аппер-Лисберн-роуд. Загорелись автозаправочные насосы[1].
- 15:05 — взрыв автомобильной бомбы у подстанции на пересечении Солсбери-авеню и Хьюэнден-авеню[19]. Подстанция разрушена, пострадавших нет[1].
- 15:05 — взрыв заминированного грузовика на мосту над железной дорогой, ведущей в Финаги-Род-Норт[1].
- 15:09 — взрыв бомбы мощностью 30 кг[13] на мосту над железной дорогой около стадиона Виндзор Парк. Бомба взорвалась не то на надземном пешеходном переходе, не то на мосту Тейтс-авеню[14]. Взрывом были разбросаны бетонные шпалы, перекрывшие дорогу[1]. По другим данным, взрыв прогремел в 14:09[13].
- 15:12 — взрыв автомобильной бомбы мощностью 68 кг тротила[13] у Иствуд-Гэридж на Донегал-стрит, взрывом разрушено здание Иствуд-Гэридж[14]. Были пострадавшие[1].
- 15:15 — взрыв бомбы, оставленной неизвестными на Стюартстаун-роуд. Серьёзно никто не пострадал[13].
- 15:15 — взрыв автомобильной бомбы мощностью 23 кг тротила[13] около нескольких магазинов в начале Кейвхилл-роуд, на севере Белфаста, где проживали и католики, и протестанты. Предупреждение о взрыве поступило за час, однако никто не воспринял его всерьёз. Погибли две женщины и ребёнок: 37-летняя мать семерых детей католичка Маргарет О'Хэйр (погибла в своём автомобиле), 65-летняя католичка Бриджид Мюррэй и 14-летний протестант Стивен Паркер. 11-летняя дочь О'Хэйр также находилась в машине с матерью и получила тяжёлые ранения, как и многие другие. Паркер обнаружил бомбу за секунды до взрыва, но не успел предупредить людей и погиб. Его отец, преподобный Джозеф Паркер, смог опознать останки сына только по спичечной коробке в кармане брюк, футболке и скаутскому поясу[20]. По другим данным, взрыв прогремел в 15:20[13].
- 15:30 — взрыв бомбы мощностью 23 кг тротила у здания Northern Ireland Carriers на Гросвенор-роуд. Серьёзно никто не пострадал[13].

Были обнаружены и обезврежены бомбы на мосту Альберта и на автодорожном мосту над ущельем Сайденхэм (автодорога A2).
В тот же день прогремели ещё несколько взрывов:
- Фургон с бомбой мощностью 136 кг тротила взлетел на воздух в Дерри, на площади Ватерлоо около главного отделения Королевской полиции Ольстера. Разрушено шестиэтажное здание Посольского суда и уничтожен наблюдательный пост Британской армии, находившийся на крыше[21].
- Около Портадауна в результате взрыва сошёл с рельс товарный поезд с 10 вагонами[22].
- В Дерри-Сити взорвались ещё три автомобиля, однако никто не пострадал[23].

### Предупреждения о бомбах
Ответственность за взрывы взяла на себя Белфастская бригада ИРА, которая заявила, что предупреждала спецслужбы о заложенных бомбах, дозвонившись в Агентство общественной безопасности, в Общество Самаритян и в газеты — за 30 минут или за час до каждого взрыва. Макстивен заявил, что хватило бы одного крика человека с мегафоном, чтобы немедленно эвакуировать гражданских, и обвинил британцев в том, что они специально проигнорировали звонки о бомбах на Оксфорд-стрит и Кейвхилл-роуд «из стратегических соображений».
Агентство общественной безопасности подтвердило факты звонков о бомбах на Кейвхилл-роуд (за час и 8 минут до взрыва) и на Оксфорд-стрит (за 22 минуты до взрыва), передав сообщение спецслужбам. Газета The Guardian писала, что предупреждение о бомбе на Оксфорд-стрит передали по всем военным радиостанциям почти за час до взрыва. Спецслужбы отрицают факт того, что они проигнорировали хотя бы один звонок, но поясняют тем, что их и так разбросали по всему городу из-за множества звонков и сообщений о бомбах, в том числе и ложных, что только усилило хаос на улицах. Обеспечить безопасность удалось только относительно небольшой части граждан к моменту первого взрыва. Более того, из-за большого числа сообщений о бомбе эвакуации некоторых граждан осуществлялись в то место, где могла быть другая бомба.

## Последствия
В замке Стормонт состоялась экстренная встреча государственного секретаря по делам Северной Ирландии Уильяма Уайтлоу, государственного секретаря по делам обороны Питера Карингтона, командира британского контингента в Северной Ирландии Гарри Тузо, начальника Королевской полиции Ольстера Дэвида Корбетта и других советников. Уайтлоу потребовал немедленно вмешаться и предпринять меры против ИРА, а юнионисты потребовали арестовать всех подозреваемых в сотрудничестве с ИРА.
В пятницу ночью, 31 июля около 2 тысяч британских солдат начали массовые аресты и обыски в домах тех, кто подозревался в работе на ирландских боевиков. В ту ночь были арестованы 58 человек, изъято огромное количество оборудования для изготовления самодельных взрывных устройств, взрывчатого вещества и боеприпасов. Не обошлось без перестрелок:
- В Маркетс был застрелен 23-летний повстанец Джозеф Дауни[27] и ещё пятеро были ранены (британские войска уверяли, что было убито минимум трое)[11].
- В Эрдойне произошла крупная перестрелка, в ходе которой было выпущено не менее 900 пуль, а британцы заявили о пяти убитых противниках.
- В Андерсонстауне были убиты двое солдат и один боевик ИРА.
- Нападения на базы служб безопасности состоялись на Олдпарк-роуд, Гленрэйвел-стрит и Йорк-стрит[28].

Эти рейды продолжались ещё три дня, в ходе которых в тюрьму попало около 100 человек, в Портадауне и Белфасте изъяты огромные партии оружия, а в Белфасте и Арма снесены баррикады. Не сидели сложа руки и лоялисты: в ту же пятницу члены Ассоциации обороны Ольстера начали патрулирование и установку КПП, а также нападения на католиков в знак мести за теракт. От рук лоялистских боевиков погибли 59-летний Джозеф Розато (убит в своём доме в Олдпарке), 26-летний Патрик О'Нил и 27-летняя Розмари Маккартни (застрелены в машине на Фортривер-роуд), а также 34-летний Фрэнсис Артурс (убит в своём автомобиле на Лиффи-стрит)
.

## Реакция
По словам бывшего офицера Королевской полиции Ольстера, в республиканском квартале Маркетс группа националистов прыгала от радости и издавала восторженные крики после каждого сообщения о взрывах. 24 июля в Палате общин Уильям Уайтлоу назвал случившиеся в Белфасте взрывы «ужасающе кровожадными» и обратил внимание на то, что среди погибших были и католики, упомянув и осуждение теракта со стороны Республики Ирландия, а лидер парламентской оппозиции Гарольд Уилсон высказался о теракте как о «шокирующим преступлении против невинного населения». Газета The Irish Times осудила не только исполнителей и организаторов теракта, но и тех, кто пытался как-либо это оправдать, поскольку пострадали мирные жители, а не британские войска и не британское правительство. В выпусках новостей показывали шокирующие кадры, на которых пожарные заворачивали части тел в пластиковые мешки на Оксфорд-стрит.
Спустя 25 лет свидетель теракта на Оксфорд-стрит, офицер полиции в интервью Питеру Тейлору рассказал следующее:

Первое, что я увидел — человеческий торс, лежавший посреди улицы. Это был торс, поскольку с него сорвало одежду и можно было различить части человеческого тела. Один из погибших — солдат, которого я лично знал. Ему оторвало руки и ноги, а тело разбросало по железной дороге. Одно из самых страшных воспоминаний для меня — оторванная голова, врезавшаяся в стену. Через пару дней мы нашли позвонки и грудную клетку на крыше близлежащего здания. Нашли, потому что рядом летали чайки. Уже 25 лет я всё ещё пытаюсь забыть это.
Оригинальный текст (англ.)The first thing that caught my eye was a torso of a human being lying in the middle of the street. It was recognisable as a torso because the clothes had been blown off and you could actually see parts of the human anatomy. One of the victims was a soldier I knew personally. He'd had his arms and legs blown off and some of his body had been blown through the railings. One of the most horrendous memories for me was seeing a head stuck to the wall. A couple of days later, we found vertebrae and a rib cage on the roof of a nearby building. The reason we found it was because the seagulls were diving onto it. I've tried to put it at the back of my mind for twenty-five years.

Кевин Келли, автор книги «Самая долгая война», писал, что ИРА нанесли непоправимый ущерб самим себе в Великобритании, за рубежом и у себя на родине, а у британцев появился отличный повод обвинять их во всех преступлениях, поскольку Кровавая пятница оказалась ещё страшнее, чем Кровавое воскресенье, и потрясла почти всех. Через 10 дней после теракта британская армия провела операцию «Мотормэн», взяв под контроль части Белфаста и Дерри, где ещё держались ИРА. Это была крупнейшая военная операция британских войск со времён Суэцкого кризиса. В своих воспоминаниях Уайтлоу говорил, что операцию планировали ещё до этого, но взрывы в Белфасте стали непосредственным поводом для принятия решения о вводе войск.
Юношеский оркестр города Белфаст учредил премию имени Стивена Паркера — студента консерватории, игравшего на валторне в оркестре и погибшего при теракте. Паркеру посмертно была присуждена Благодарность Её Величества за храбрость — незадолго до взрыва Паркер предпринял попытку спасти гражданских лиц, сообщив о заложенной бомбе на Кейвхилл-роуд.

### Раскаяние со стороны ИРА
ИРА рассматривают случившееся как провал своей операции. Шон Макстивен заявил, что из-за того, что пострадали гражданские, эффект от взрывов ударил по репутации ирландских националистов, а Брендан Хьюз расценил случившееся как катастрофу, о чём сказал в интервью Бостонскому колледжу:

Я был командиром операции «Кровавая пятница». Когда начались взрывы, я находился на Лисон-стрит и подумал «Это перебор». Я слышал, что будут потери: не то [потому что] британцы не могли обезвредить все бомбы, не то они собирались пустить всё на самотёк, поскольку им было выгодно, чтобы погибли люди. И я чувствую себя в чём-то виноватым; повторяю, что у нас не было намерений кого-то убивать. Мне искренне горько, что всё-таки произошла «Кровавая пятница», очень тяжело. Если бы я мог, то бы так не поступил.
Оригинальный текст (англ.)I was the operational commander of the "Bloody Friday" operation. I remember when the bombs started to go off, I was in Leeson Street, and I thought, "There's too much here". I sort of knew that there were going to be casualties, either [because] the Brits could not handle so many bombs or they would allow some to go off because it suited them to have casualties. I feel a bit guilty about it because, as I say, there was no intention to kill anyone that day. I have a fair deal of regret that "Bloody Friday" took place ... a great deal of regret ... If I could do it over again I wouldn't do it.

В июле 2002 года в газете An Phoblacht было опубликовано сообщение ИРА, в котором выражалось раскаяние ирландских националистов за случившееся:

В воскресенье 21 июля исполнится 30 лет со дня операции ИРА, прошедшей в Белфасте в 1972 году, в результате которой погибли девять человек и многие были ранены.
Хотя мы не собирались ранить или убить кого-то из гражданских лиц, то, что случилось в реальности, и все другие беды — результат наших действий.
Если это допустимо в годовщину этого трагического события, то мы хотим высказаться по поводу тех гражданских лиц, кто погиб и был ранен по нашей вине.
Мы приносим наши искренние извинения и соболезнования их семьям.
Оригинальный текст (англ.)Sunday 21 July marks the 30th anniversary of an IRA operation in Belfast in 1972 which resulted in nine people being killed and many more injured.

While it was not our intention to injure or kill non-combatants, the reality is that on this and on a number of other occasions, that was the consequence of our actions.
It is therefore appropriate on the anniversary of this tragic event, that we address all of the deaths and injuries of non-combatants caused by us.

We offer our sincere apologies and condolences to their families.